# Kehe-Kultur
| Paläolithische Kulturen Chinas | Paläolithische Kulturen Chinas |
| ------------------------------ | ------------------------------ |
| Paläolithikum                  |                                |
| Xihoudu-Kultur                 | 1270000 BP                     |
| Ordos-Kultur                   | 50000–35000 BP                 |
| Xiachuan-Kultur                | 24000–16000 BP                 |
| Xiaonanhai-Kultur              | 22650–21650 BP                 |
| Tongliang-Kultur               | 24450 ± 850 BP                 |
| Maomaodong-Kultur              | 14600±1200 BP                  |
| Fulin-Kultur                   |                                |
| Kehe-Kultur                    |                                |
| Dingsishan-Kultur              |                                |
| Gezidong-Kultur                |                                |
| Miaohoushan-Kultur             |                                |
| Donggutuo-Kultur               |                                |
| Xiaochangliang-Kultur          |                                |
| Shilongtou-Kultur              |                                |
| Shuicheng-Kultur               |                                |
| Shuidonggou-Kultur             |                                |
| Yanbulaq-Kultur                |                                |
| Mittelsteinzeit                |                                |

Die Kehe-Kultur (chinesisch 匼河文化, Pinyin Kēhé Wénhuà, englisch Kehe Culture; Keho Culture) war eine frühe paläolithische Kultur, die nach der 1957 im Dorf Kehe (Kehecun 匼河村) des Kreises Ruicheng in der chinesischen Provinz Shanxi entdeckten Stätte benannt worden ist. Sie war hauptsächlich am südwestlichen Fuß des Gebirges Zhongtiao Shan (中条山) am linken Ufer des Gelben Flusses (Huang He) verbreitet. Sie wurde von 1960 bis 1980 ausgegraben. Die archäologische Forschung fand heraus, dass die Kehe-Kultur älter als die des Peking-Menschen ist, da die in Shanxi entdeckte Dingcun-Kultur aus der Kehe-Kultur hervorging.